# قوم آغول
مردم آغول (به آغولی: агулар)(به روسی: агулы یا агульцы) از مردمان داغستان در جنوب غرب روسیه هستند. آغول‌ها به چهار گروه عمده تقسیم می‌شوند که در چهار درهٔ مختلف زندگی می‌کنند. این دره‌ها شامل آغول‌دره، کوراخ‌دره، خوشان‌دره و خپیوک‌دره می‌شود.

## زبان
زبان آغولی به خانوادهٔ زبان‌های لزگی -گروهی از خانوادهٔ زبان‌های قفقازی شمال‌شرقی- تعلق دارد و آغول‌ها به لزگی‌ها شباهت زیادی دارند.

## مذهب
مردم آغول همانند همسایگان قیطاق خود در تاریخ نسبتاً زودی به اسلام (مذهب اهل سنت) گرویدند که این گرایش پس از فتح این منطقه توسط اعراب در سدهٔ هشتم میلادی رخ داد.

## جمعیت
در سال ۱۹۵۹ میلادی ۷٬۰۰۰ نفر آغول در روسیه ساکن بوده‌اند که این رقم برپایهٔ آمار سال ۲۰۰۲ میلادی به ۲۸٬۲۹۷ نفر افزایش یافته‌است.